# آنتونیو آلبانیزه
آنتونیو آلبانیزه (ایتالیایی: Antonio Albanese؛ زادهٔ ۱۰ اکتبر ۱۹۶۴) کمدین، بازیگر، فیلم‌نامه‌نویس و کارگردان فیلم اهل ایتالیا است.
از فیلم‌ها یا برنامه‌های تلویزیونی که وی در آن نقش داشته است می‌توان به تقدیم به رم با عشق، راهنمای عشق ۲، شب دوم عروسی و تو می‌خندی اشاره کرد.